# Championnat de France de football américain 2017
Navigation
Saison 2016 Saison 2018
Le championnat de France de football américain 2017, appelé Casque de diamant 2017, est la 36e saison du championnat de France de football américain. Elle met aux prises huit équipes réparties en deux poules géographiques (Nord et Sud), qui s'affrontent lors de la saison régulière, chaque équipe jouant dix matches. Les quatre premières équipes à l'issue de la saison régulière s'affrontent en play-off pour désigner le Champion de France 2017.

## Déroulement du championnat

### Équipes participantes
| \| Saint-Ouen Rouen La Courneuve Aix-en-Provence Thonon Bron-Villeurbanne Nice La Queue-en-Brie \| Localisation des clubs engagés dans le championnat. |
| Saint-Ouen Rouen La Courneuve Aix-en-Provence Thonon Bron-Villeurbanne Nice La Queue-en-Brie                                                           |

Le championnat compte huit clubs répartis en deux poules géographiques Nord et Sud de quatre clubs. Les clubs participants sont les trois premières équipes des poules Nord et Sud du Casque de diamant 2016 (Nord : Cougars de Saint-Ouen-l'Aumône, Flash de La Courneuve, Gladiateurs de la Queue-en-Brie et Sud : Argonautes d'Aix-en-Provence, Dauphins de Nice, Black Panthers de Thonon) ainsi que les finalistes du Casque d'or (Les Léopards de Rouen au Nord et les Falcons de Bron-Villeurbanne au Sud). Le tenant du titre de la saison régulière 2016 étant les Cougars de Saint-Ouen-l'Aumône
| Équipe                           | Montée | Titres | Saisons |
| -------------------------------- | ------ | ------ | ------- |
| Cougars de Saint-Ouen-l'Aumône T | 2000   | 2      | 17      |
| Flash de La Courneuve            | 1985   | 9      | 31      |
| Gladiateurs de la Queue-en-Brie  | 2015   | 0      | 1       |
| Léopards de Rouen P              | 2016   | 0      | 0       |

| Équipe                         | Montée | Titres | Saisons |
| ------------------------------ | ------ | ------ | ------- |
| Argonautes d'Aix-en-Provence   | 2014   | 8      | 28      |
| Black Panthers de Thonon       | 2004   | 2      | 17      |
| Dauphins de Nice               | 2007   | 0      | 9       |
| Falcons de Bron-Villeurbanne P | 2016   | 0      | 0       |

## Saison régulière

### Classement général
| Rang | Équipe                          | Pts | J  | G | N | P | Bp  | Bc  | Diff |
| ---- | ------------------------------- | --- | -- | - | - | - | --- | --- | ---- |
| 1    | Flash de La Courneuve           | 28  | 10 | 9 | 0 | 1 | 296 | 131 | +165 |
| 2    | Black Panthers de Thonon        | 26  | 10 | 8 | 0 | 2 | 417 | 161 | +256 |
| 3    | Argonautes d'Aix-en-Provence    | 20  | 10 | 5 | 0 | 5 | 235 | 227 | +8   |
| 4    | Léopards de Rouen               | 20  | 10 | 5 | 0 | 5 | 272 | 287 | -15  |
| 5    | Cougars de Saint-Ouen-l'Aumône  | 20  | 10 | 5 | 0 | 5 | 299 | 298 | +1   |
| 6    | Falcons de Bron-Villeurbanne    | 18  | 10 | 4 | 0 | 6 | 216 | 286 | -70  |
| 7    | Dauphins de Nice                | 16  | 10 | 3 | 0 | 7 | 186 | 289 | -103 |
| 8    | Gladiateurs de la Queue-en-Brie | 12  | 10 | 1 | 0 | 8 | 91  | 333 | -242 |

Mis à jour le 7 Mai 2017

### Classement par poule
| Rang | Équipe                          | Pts | J  | G | N | P | Bp  | Bc  | Diff |
| ---- | ------------------------------- | --- | -- | - | - | - | --- | --- | ---- |
| 1    | Flash de La Courneuve           | 28  | 10 | 9 | 0 | 1 | 296 | 131 | +165 |
| 2    | Léopards de Rouen               | 20  | 10 | 5 | 0 | 5 | 272 | 287 | -15  |
| 3    | Cougars de Saint-Ouen-l'Aumône  | 20  | 10 | 5 | 0 | 5 | 299 | 298 | +1   |
| 4    | Gladiateurs de la Queue-en-Brie | 12  | 10 | 1 | 0 | 8 | 91  | 333 | -242 |

| Rang | Équipe                       | Pts | J  | G | N | P | Bp  | Bc  | Diff |
| ---- | ---------------------------- | --- | -- | - | - | - | --- | --- | ---- |
| 1    | Black Panthers de Thonon     | 26  | 10 | 8 | 0 | 2 | 417 | 161 | +256 |
| 2    | Argonautes d'Aix-en-Provence | 20  | 10 | 5 | 0 | 5 | 235 | 227 | +8   |
| 3    | Falcons de Bron-Villeurbanne | 18  | 10 | 4 | 0 | 6 | 216 | 286 | -70  |
| 4    | Dauphins de Nice             | 16  | 10 | 3 | 0 | 7 | 186 | 289 | -103 |

### Résultats
| Résultats (dom.\ext.)                                      | Argonautes | Black Panthers | Cougars | Dauphins | Falcons | Flash   | Gladiateurs | Léopards |
| Argonautes                                                 |            | 27 - 21        | 13 - 24 | 28 - 10  | 9 - 21  | 38 - 31 |             |          |
| Black Panthers                                             | 28-7       |                |         | 47 - 7   | 37 - 0  | 21 - 35 | 54 - 12     |          |
| Cougars                                                    |            | 21 - 52        |         | 36 - 18  |         | 14 - 21 | 22 - 28     | 21 - 19  |
| Dauphins                                                   | 23 - 35    | 2 - 54         |         |          | 35 - 18 |         | 34 - 12     | 21 -27   |
| Falcons                                                    | 40 - 39    | 20 - 48        | 50 - 41 | 18 - 23  |         |         |             | 18 - 20  |
| Flash                                                      |            |                | 31 - 6  | 14 - 13  | 27 - 14 |         | 28 - 0      | 34 - 13  |
| Gladiateurs                                                | 8 - 33     |                | 6 - 52  |          | 7 - 17  | 12 - 34 |             | 7 - 53   |
| Léopards                                                   | 29 - 21    | 30 - 55        | 60 - 62 |          |         | 0 - 41  | 21 - 7      |          |
| - Victoire à domicile - Match nul - Victoire à l'extérieur |            |                |         |          |         |         |             |          |

## Play-off
Le Casque de Diamant 2017, est le XXXVIe Championnat de France de Football Américain de 1ère Division (Casque d'Or/Casque de Diamant). 
|  | Demi-finales                       | Demi-finales                 |           |    | Finale | Finale |
|  | Demi-finales                       | Demi-finales                 |           |    | Finale | Finale |
|  |                                    |                              |           |    | | |
|  | 10 juin 2017 à La Courneuve        | 10 juin 2017 à La Courneuve  |           |    | 24 juin 2017 à Fos sur Mer, Stade Parsemain MVP de la finale : Paul DURAND (Flash) Affluence : 4000 pers. | 24 juin 2017 à Fos sur Mer, Stade Parsemain MVP de la finale : Paul DURAND (Flash) Affluence : 4000 pers. |
|  | 10 juin 2017 à La Courneuve        | 10 juin 2017 à La Courneuve  |           |    | 24 juin 2017 à Fos sur Mer, Stade Parsemain MVP de la finale : Paul DURAND (Flash) Affluence : 4000 pers. | 24 juin 2017 à Fos sur Mer, Stade Parsemain MVP de la finale : Paul DURAND (Flash) Affluence : 4000 pers. |
|  | [1] Flash                          | 40                           |           |    | 24 juin 2017 à Fos sur Mer, Stade Parsemain MVP de la finale : Paul DURAND (Flash) Affluence : 4000 pers. | 24 juin 2017 à Fos sur Mer, Stade Parsemain MVP de la finale : Paul DURAND (Flash) Affluence : 4000 pers. |
|  | [1] Flash                          | 40                           |           |    | 24 juin 2017 à Fos sur Mer, Stade Parsemain MVP de la finale : Paul DURAND (Flash) Affluence : 4000 pers. | 24 juin 2017 à Fos sur Mer, Stade Parsemain MVP de la finale : Paul DURAND (Flash) Affluence : 4000 pers. |
|  | [4] Léopards                       | 16                           |           |    | 24 juin 2017 à Fos sur Mer, Stade Parsemain MVP de la finale : Paul DURAND (Flash) Affluence : 4000 pers. | 24 juin 2017 à Fos sur Mer, Stade Parsemain MVP de la finale : Paul DURAND (Flash) Affluence : 4000 pers. |
|  | [4] Léopards                       | 16                           | [1] Flash | 44 | | |
|  | 17/18 juin 2017 à Thonon les Bains |                              | [1] Flash | 44 | | |
|  |                                    | [2] Black Panthers de Thonon | 40        |    | | |
|  | [2] Black Panthers de Thonon       | [2] Black Panthers de Thonon | 40        | 34 | | |
|  | [2] Black Panthers de Thonon       |                              |           | 34 | | |
|  | [3] Argonautes d'Aix-en-Provence   | 22                           |           |    | | |
|  | [3] Argonautes d'Aix-en-Provence   | 22                           |           |    | | |

## Trophées desmeilleurs joueursFrançais et étranger
- Trophée Laurent Plegelatte (meilleur joueur Français) : Non attribué
- Trophée Chris Flynn (meilleur joueur étranger) : Non attribué